# Propofol
Propofolul este un medicament sedativ-hipnotic utilizat pentru inducerea anesteziei generale. Calea de administrare disponibilă este cea intravenoasă.
Molecula a fost patentată în 1977 și a fost aprobată pentru uz medical în Statele Unite ale Americii în anul 1989. Se află pe lista medicamentelor esențiale ale Organizației Mondiale a Sănătății. Este disponibil sub formă de medicament generic.

## Utilizări medicale
Propofolul este folosit pe larg și a înlocuit tiopentalul, fiind agent de elecție pentru sedare, producând o senzație de euforie iar după anestezie nu induce stări de greață și vărsături. Nu are efecte analgezice, așadar poate fi utilizat în asociere cu opioide, precum morfina.

## Reacții adverse
Propofolul poate induce aritmii cardiace, hipotensiune arterială și apnee tranzitorie.

## Farmacologie
Se pare că propofolul prezintă mai multe mecanisme de acțiune farmacologică, majoritatea prin potențarea activității inhibitoare mediate de acidul gama-aminobutiric, fiind un modulator alosteric pozitiv al receptorului GABAA. Încetinește timpul de închidere al canalelor de clor și poate să activeze receptorii chiar și în lipsa GABA, prezentând și un efect agonist pe receptorul GABAA. S-a demonstrat că unii analogi de propofol funcționează ca blocante ale canalelor de calciu.